# Välkommen du härliga juletid
Välkommen du härliga juletid eller I juletid är en julsång, med text av Paul Nilsson. Inledningsorden lyder: "Välkommen du härliga juletid, med skimrande snöfall och helgfrid". 

## Tonsättningar
1. Musik av Ejnar Eklöf, publicerad 1921[1], publicerad bland annat i Nu ska vi sjunga 1943, under rubriken "Julsånger".
2. Musik av Gustaf Nordqvist publicerad i Sveriges melodibok 1947.[2]

## Inspelningar
Sången har spelats in av flera olika artister och grupper. En tidig inspelning gjordes av Ragnar Blennow 1928.

## Publikation
- Julens önskesångbok, 1997, under rubriken "Traditionella julsånger".